# Перри, Сара (археолог)
Сара Перри (англ. Sara Perry) — британский археолог. Её исследования сосредоточены на публичной археологии и использовании цифровых медиа в археологии и культурном наследии. Она является директором по исследованиям и взаимодействию в Музее археологии Лондона.

## Биография
Перри имеет степень бакалавра и магистра антропологии Университета Виктории. В 2011 году она получила степень доктора философии в Университете Саутгемптона под руководством Стефани Мозер, защитив диссертацию на тему: «Археологический взгляд: визуализация и институционализация академической археологии в Лондоне».
Перри восемь лет преподавала в Йоркском университете. В ноябре 2019 года она занимала должность старшего преподавателя по управлению культурным наследием, после чего покинула университет и перешла в Музей археологии Лондона. Она является руководителем отдела визуализации неолитического памятника Чатал-Хююк.
В 2015 году Перри была названа одним из «50 самых влиятельных профессионалов в сфере высшего образования Великобритании в социальных сетях» по версии организации Jisc. В 2016 году она была номинирована на премию Times Higher Education Award как самый инновационный учитель года, а также получила премию вице-канцлера за преподавание от Йоркского университета. Перри была избрана членом Лондонского общества антиквариев 25 марта 2021 года.

## Избранные публикации
- Perry, Sara, 2019. "The Enchantment of the Archaeological Record". European Journal of Archaeology 22(3), 354–371. doi:10.1017/eaa.2019.24
- Perry, Sara, Roussou, Maria, Mirashrafi, Sophia S., Katifori, A., and McKinney, Sierra, 2019. "Shared Digital Experiences Supporting Collaborative Meaning-Making at Heritage Sites". In Hannah Lewi, Wally Smith, Dirk vom Lehn, Steven Cooke (eds.), The Routledge International Handbook of New Digital Practices in Galleries, Libraries, Archives, Museums and Heritage Sites. London: Routledge. 143–156.
- Perry, Sara, 2018. Why are Heritage Interpreters Voiceless at the Trowel's Edge? A Plea for Rewriting the Archaeological Workflow. Advances in Archaeological Practice 6(3), 212–227. doi:10.1017/aap.2018.21
- Perry, Sara, 2017. "Archaeology on television, 1937". Public Archaeology 16(1), 3-18.
- Perry, Sara, 2014. "Professionalization: Archaeology as an ‘Expert’ Knowledge". In C. Smith (ed.), Encyclopedia of Global Archaeology. Springer. 6150–6159.